# De L’Église
De L'Église – stacja metra w Montrealu, na linii zielonej. Obsługiwana przez Société de transport de Montréal (STM). Znajduje się w dzielnicy Verdun.